# Мендзыздрое
Мендзыздрое (пол. Międzyzdroje, нем. Misdroy) — город в Польше, входит в Западно-Поморское воеводство,  Каменьский повят.  Имеет статус городско-сельской гмины. Занимает площадь 4,51 км². Население 6000 человек (на 2004 год). В городе остановочный пункт «Мендзыздрое» и товарно-пассажирская станция «Любево» на железнодорожной линии Щецин — Свиноуйсьце.

## История

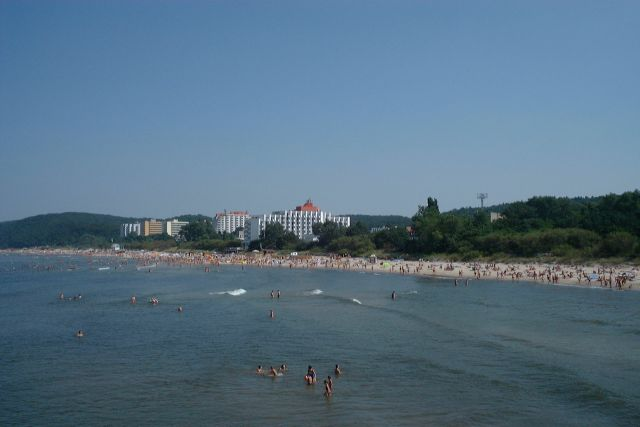
Мендзыздрое

В 1996 году была заложена Аллея звёзд, когда во время Фестиваля звёзд известные деятели польской культуры оставили отпечатка своих рук на памятных досках.

## Достопримечательности
- Звёздный променад (пол. Aleja Gwiazd)
- Мемориальная доска Иеремия Пшибора, одного из создателей и актёров программы Кабаре джентльменов в возрасте.

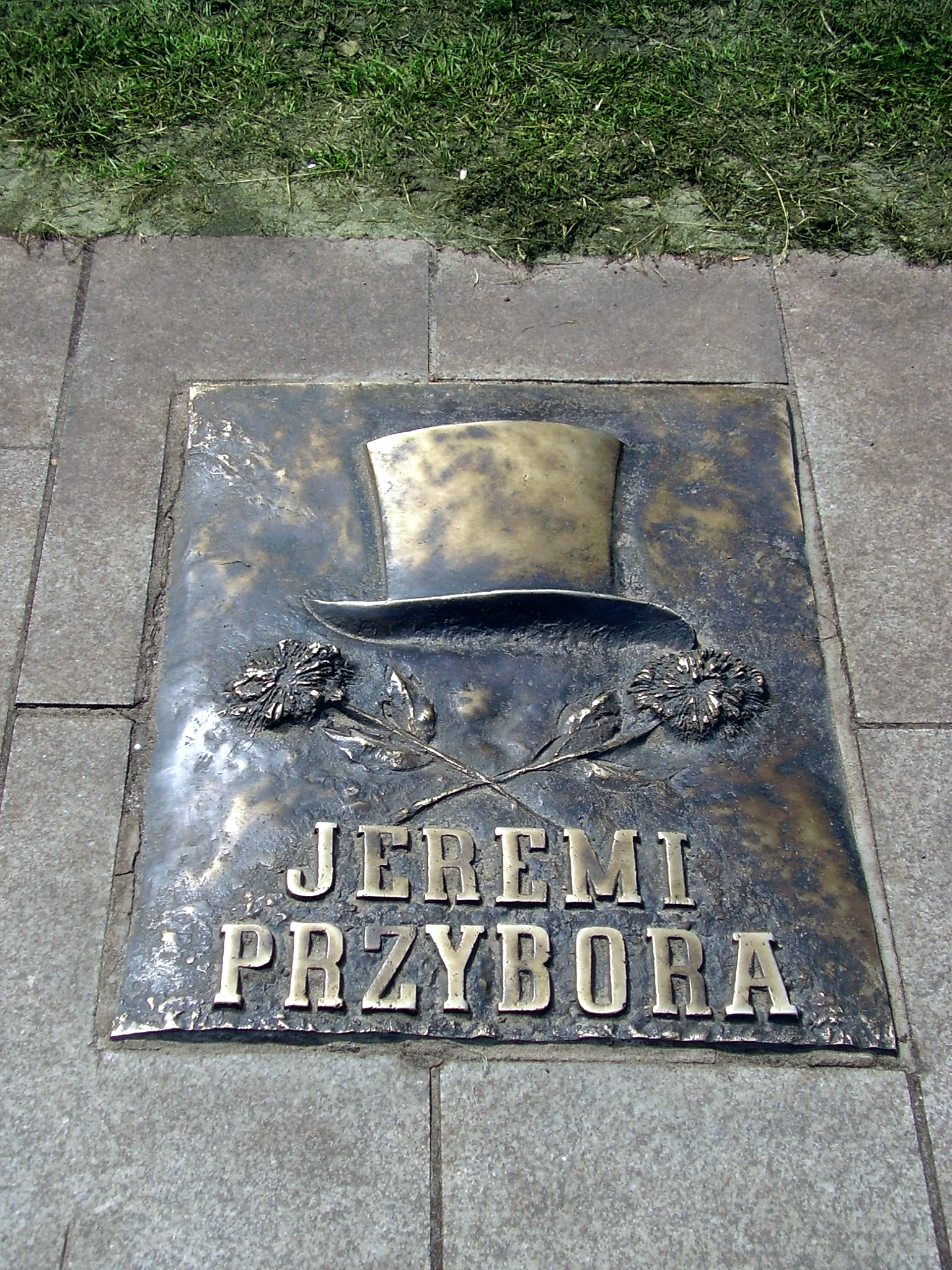
Иеремий Пшибора — Мемориальная доска